# 門川町
門川町（日语：／ Kadogawa chō */?）是日本宮崎縣北部的町，隸屬於東臼杵郡，東邊面向日向灘。門川町位於被指定為日本新産業都市的延岡市與日向市之間，因此發展成為兩市的通勤城鎮。

## 历史
江戶時代門川地區屬於延岡藩。在廢藩置縣後，先後屬於延岡縣、美美津縣、宮崎縣和鹿兒島縣。1883年5月恢復設置宮崎縣後，再度隸屬宮崎縣管轄。1884年臼杵郡被分割為東臼杵郡和西臼杵郡，門川町被列入東臼杵郡。

### 年表
- 1889年5月1日：實施町村制，設置門川村。
- 1935年2月11日：改制為門川町。

## 行政
- 町長：曾川泉（2006年4月22日上任）
  - 前任町長：米良成志（2002年～2006年4月22日）

## 交通

### 鐵路
- 九州旅客鐵道
  - 日豐本線：門川車站

### 道路
高速道路
- 東九州自動車道：門川休息區 - 門川交流道

## 觀光資源

### 名所・旧跡
- 門川神社
- 尾末神社
- 中山神社
- 加草神社
- 門川城
- 永願寺
- 勝蓮寺
- 庵川窯遺跡
- 小園井堰
- 桃源鄉岬
- 枇榔島
- 乙島

## 教育

### 高等學校
- 宮崎縣立門川高等學校

## 本地出身之名人
- 江藤拓：日本眾議院議員
- 奈須敬二：海洋學者
- 松本政夫：歌人
- 米良祐次：戰國時期武將

## 外部連結
- （日語） 官方网站
- （日語） 維客旅行上的門川町
- （日語） 門川町商工會 （页面存档备份，存于）
- OpenStreetMap上有關門川町的地理